# سعید الغزی
سعید الغزی (به عربی: سعید الغزی) (۱۸۹۳ – ۱۹۶۷) در شهر دمشق سوریه در تاریخ ۱۹ ژوئن ۱۹۵۴ - ۳ نوامبر ۱۹۵۴ تصدی نخست‌وزیری سوریه را برعهده داشت. همچنین وی در تاریخ ۱۳ سپتامبر ۱۹۵۵ - ۱۴ ژوئن ۱۹۵۶ نخست‌وزیر بود.